# Niklas Hartweg
Niklas Hartweg (ur. 1 marca 2000 w Karlsruhe) – szwajcarski biathlonista, złoty medalista mistrzostw świata juniorów.

## Kariera
Po raz pierwszy na arenie międzynarodowej pojawił się w 2017 roku, kiedy wystąpił na mistrzostwach świata juniorów w Osrblie. Zajął tam 23. miejsce w biegu indywidualnym, 12. w sprincie, 16. w biegu pościgowym i 5. w sztafecie. Jeszcze czterokrotnie startował w zawodach tego cyklu, zdobywając złoty medal w biegu indywidualnym podczas mistrzostw świata juniorów w Osrblie w 2019 roku.
W Pucharze Świata zadebiutował 28 listopada 2020 roku w Kontiolahti, zajmując 54. miejsce w biegu indywidualnym. Swoje pierwsze punkty w Pucharze Świata zdobył 20 stycznia 2022 roku w Rasen-Antholz, gdzie w tej samej konkurencji był siedemnasty. Na podium indywidualnych zawodów tego cyklu pierwszy raz stanął 29 listopada 2022 roku w Kontiolahti, zajmując drugie miejsce w biegu indywidualnym. Rozdzielił tam Szweda Martina Ponsiluomę i Niemca Davida Zobela.
Na mistrzostwach świata w Pokljuce w 2021 roku zajął 50. miejsce w sprincie, 48. w biegu pościgowym oraz 11. w sprincie. Rok później, podczas igrzysk olimpijskich w Pekinie, zajmował 58. miejsce w biegu indywidualnym, 37. w sprincie, 38. w biegu pościgowym i 12. w sztafecie. 

## Osiągnięcia

### Igrzyska olimpijskie
| Rok  | Miejscowość | Konkurencje | Konkurencje | Konkurencje | Konkurencje | Konkurencje | Konkurencje | Konkurencje |
| Rok  | Miejscowość | IN          | SP          | PU          | MS          | RL          | MR          | SR          |
| ---- | ----------- | ----------- | ----------- | ----------- | ----------- | ----------- | ----------- | ----------- |
| 2022 | Pekin       | 58.         | 37.         | 38.         | –           | 12.         | –           | nd.         |

### Mistrzostwa świata
| Rok  | Miejscowość | Konkurencje | Konkurencje | Konkurencje | Konkurencje | Konkurencje | Konkurencje | Konkurencje |
| Rok  | Miejscowość | IN          | SP          | PU          | MS          | RL          | MR          | SR          |
| ---- | ----------- | ----------- | ----------- | ----------- | ----------- | ----------- | ----------- | ----------- |
| 2021 | Pokljuka    | –           | 50.         | 48.         | –           | 11.         | –           | –           |
| 2023 | Oberhof     | 6.          | 25.         | 17.         | –           | 6.          | 7.          | 12.         |
| 2024 | Nové Město  | 11.         | 22.         | 22.         | 22.         | 14.         | 4.          | 5.          |
| 2025 | Lenzerheide | 5.          | 9.          | 18.         | 17.         | 7.          | 6.          | 4.          |

### Mistrzostwa świata juniorów
| Rok  | Miejscowość  | Konkurencje | Konkurencje | Konkurencje | Konkurencje | Konkurencje | Konkurencje | Konkurencje |
| Rok  | Miejscowość  | IN          | SP          | PU          | MS          | RL          | MR          | SR          |
| ---- | ------------ | ----------- | ----------- | ----------- | ----------- | ----------- | ----------- | ----------- |
| 2017 | Osrblie      | 23.         | 12.         | 16.         | nd.         | 5.          | nd.         | nd.         |
| 2018 | Otepää       | DNS         | 6.          | 13.         | nd.         | –           | nd.         | nd.         |
| 2019 | Osrblie      | 1.          | 20.         | 6.          | nd.         | 9.          | nd.         | nd.         |
| 2020 | Lenzerheide  | 15.         | 9.          | 6.          | nd.         | 5.          | nd.         | nd.         |
| 2021 | Obertilliach | 16.         | 11.         | 4.          | nd.         | 6.          | nd.         | nd.         |

### Puchar Świata

#### Miejsca w klasyfikacji generalnej
| Sezon     | Miejsce |
| --------- | ------- |
| 2020/2021 | -       |
| 2021/2022 | 74.     |
| 2022/2023 | 11.     |
| 2023/2024 | 32.     |
| 2024/2025 | 18.     |

#### Miejsca na podium chronologicznie
| Lp. | Dzień        | Rok  | Miejscowość | Konkurencja                | Lokata | Pudła   | Czas biegu | Strata | Zwycięzca            |
| --- | ------------ | ---- | ----------- | -------------------------- | ------ | ------- | ---------- | ------ | -------------------- |
| 1.  | 29 listopada | 2022 | Kontiolahti | Bieg indywidualny na 20 km | 3.     | 0+0+0+0 | 49:36,5    | +37,2  | Martin Ponsiluoma    |
| 2.  | 19 marca     | 2023 | Oslo        | Bieg masowy na 15 km       | 2.     | 0+0+0+0 | 38:51,9    | +26,2  | Johannes Thingnes Bø |